# Forschungsgeschichte der indianischen Kulturen Nordamerikas
Die Forschungsgeschichte der indianischen Kulturen Nordamerikas reicht bis in die Phase der ersten Kontakte zwischen Indianern und Europäern zurück. Dabei standen zunächst Missions- und Verwertungsinteressen bei der Beforschung im Vordergrund. Auch die stärker wissenschaftlich ausgerichtete Phase spiegelt europäische und amerikanische Konzepte wider, in die die Perspektive der Indianer, es sei denn als historische Quelle oder ethnologischer Informant, nur selten Eingang fand.
Erst die Betrachtung der Geschichte der Ethnien und die politische Gegenwehr gegen ihre kulturelle Assimilation hat dazu geführt, dass indigene Konzepte stärker Berücksichtigung finden. Die Wissenschaften selbst werden dabei zunehmend als Teil der Kolonisierung betrachtet.

## Vorwissenschaftliche Beobachtungen
Bis zum Ende des 18. Jahrhunderts dienten Zusammenstellungen und Aufzeichnungen über Beobachtungen vor allem praktischen Zielen. Sie sollten nicht nur zur besseren Kenntnis der regionalen Gegebenheiten führen, sondern vor allem der avisierten Nutzbarmachung der „Neuen Welt“ und ihrer Bewohner dienen. Umgekehrt mussten erst die wissenschaftlichen Voraussetzungen geschaffen und gewollt sein, um ein ethnologisches und historisches Theoriengebäude entwickeln zu können.
Daher befassten sich vorrangig drei Gruppen mit den Indianern, nämlich Missionare, Naturwissenschaftler und zahlreiche Menschen mit antiquarischen Interessen, deren Schwerpunkt sich aus verschiedenen Quellen speiste. Vor allem die frühen Missionare, allen voran die Jesuiten, trugen große Mengen an Material insbesondere über die Sprachen zusammen, denn sie erkannten schnell, dass eine Missionierung ohne Sprachkenntnisse unmöglich war. Ein historisches Interesse entstand dadurch, dass die neuen Völker nur schwer zum Text der Bibel in Beziehung zu setzen waren. Der Frage der Abstammung von einem der Verlorenen Stämme Israels wurde somit ein gewisser Raum geboten.
Bei den historisch ersten Kulturvergleichen erscheint zudem ein Gesichtspunkt, der bis heute nachwirkt: Die Indianer eigneten sich in einer Vergleichsperspektive zur Reflexion europäischer Kulturen. So ließ Louis-Armand de Lahontan in seinem Anhang zu Nouveaux Voyages von 1703 einen huronischen Philosophen als Kläger gegen europäische Doppelmoral und Verderbnis der Sitten auftreten („Dialogues curieux avec un sauvage“). Einen anderen Vergleich von eher historischer Natur zog 1724 Joseph-François Lafitau in seinen Moeurs des Sauvages Ameriquains, comparées aux premiers temps („Sitten der amerikanischen Wilden, verglichen mit den frühesten Zeiten“) heran. Darin verglich er systematisch die Kultur der Irokesen und anderer amerikanischer Völker mit den Sitten und Gebräuchen der Völker der europäischen Antike.
Der Erkenntniswille des Reisenden darf dabei allerdings nicht unterschätzt werden. So schrieb schon 1744 Johannes Caspar Hirzel, es sei das Ideal vom „philosophischen Reisebeschreiber“, dass er erkenne, dass „diese Wilden mit mehrerem Recht die gesitteten Gäste, die ihnen ihre Güter und Freyheit rauben, für wild ansehen“ – eine Umkehrung, die erst über zweihundert Jahre später im Wissenschaftsdiskurs wieder auftauchte.
Eine Ausnahmeerscheinung stellt der um 1700 entstandene Codex canadiensis dar, die von dem Jesuiten Louis Nicolas verfasst wurde. Ihm ging es weder um moralische Wertung noch um religiöse Ziele. Er versuchte in 180 Illustrationen zahlreiche Pflanzen und Tiere darzustellen, vor allem aber die Indianer und ihre Werkzeuge, denen er 19 Seiten widmete. Zahlreiche seiner Darstellungen basieren zwar auf François du Creux: Historiae canadensis seu Novae Franciae Libri Decem, Paris 1666, doch sind seine Tätowierungen, Pfeifen, von den man sonst meist nur die Köpfe findet, Frisuren und Kleidung sowie Schmuck einzigartig. Sein Werk fand keinerlei Rezeption, weil es bis 1930 verschollen war, und auch heute noch nur über das Internet in einer mäßigen Edition verfügbar ist.
Wesentlich fundierter waren die Interessen, die die Forschungsarbeiten von Meriwether Lewis und William Clark anschoben. Die Lewis-und-Clark-Expedition von 1804 bis 1806 erforschte im Auftrag des Präsidenten Thomas Jefferson den amerikanischen Nordwesten. Sie sollte die dortigen, noch zu erobernden Gebiete untersuchen. Trotz dieser eher ablehnenden Perspektive entstanden urgeschichtliche und linguistische Aufzeichnungen – man grub sogar einen Mound aus – und man sammelte Sprachproben. Weitere Armeeexpeditionen folgten, die zusammen mit dem Wissen der Pelzhändler ein genaueres Bild der Einzelgruppen entwickelten.

## Verwissenschaftlichung
Alexandre-César Chavannes befürwortete 1787 den Begriff „Ethnologie“ für die Erforschung der Phasen des menschlichen Fortschritts. Der Historiker Arnold Heeren hielt 1802 die erste Vorlesung über „Allgemeine Länder- und Völkerkunde oder einen crit. und systemat. Inbegriff unserer gegenwärtigen Kenntnisse der Erde und der sie bewohnenden Völker“. Georg Forster stellte in seinen Reisen um die Welt die Frage:
„Wer vermag den Beweis zu führen, dass jenes Salz europäischer Universalkenntnis sie (die Indigenen) nicht mit neuer Menschheit würzen könne, auch ohne sie in Europäer zu verwandeln? Die schöne Erscheinung des Mannichfaltigen mußte auch im Menschengeschlechte nicht verloren gehen.“
Die Fragen der Bereicherung und der Assimilation, aber auch das Gefühl kultureller Überlegenheit kamen hier zum Ausdruck, ebenso wie die Hoffnung auf Erhalt der „Mannigfaltigkeit“.
Bei Expeditionen waren immer wieder Naturwissenschaftler dabei, wie 1820 bis 1821 bei der Erforschung des Quellgebiets des Mississippi. Der Geologe Henry Rowe Schoolcraft (1793–1864) nahm daran teil und veröffentlichte von 1851 bis 1856 sein sechsbändiges Werk zu History, Condition and Prospects of the Indian Tribes of the United States, eine monumentale, erste Übersicht über die Kulturen der indigenen Völker Nordamerikas.
Eine erste Einzelstudie verfasste Lewis Henry Morgan (1818–1881), der als Mitbegründer der Ethnologie gilt. Sein League of the Ho-de-no-sau-neeor Iroquois von 1851 stellte eine erste monographische Beschreibung eines nordamerikanischen Volkes dar. Sie entstand mit Unterstützung des Angehörigen der Seneca Ely Parker, des ersten indigenen Commissioner of Indian Affairs. Darin wurde Verwandtschaft erstmals nicht mehr einfach als genetische Abstammung, sondern als kulturell bestimmter Bereich erkannt. Morgan erhob die Verwandtschaftsorganisation zum Schlüssel der Entwicklungsgeschichte der Menschheit (Ancient Society, 1877). Er gilt als Vertreter des Neoevolutionismus und vertrat die Auffassung einer aufsteigenden Entwicklung der menschlichen Kultur.
Ein anderer Aspekt der Forschung trat in den 1860er Jahren zutage. So leitete Dr. Ploss im Vorwort zu Theodor Waitz’ Die Indianer Nordamerica's mit den Worten ein:
„Das vorliegende Buch ... behandelt eine der wichtigsten Fragen des Menschenwohles, das Wohl und Weh einer ganzen grossen, von den Weissen unterschätzten und verfolgten Rasse - und wendet sich als guter Anwalt dieser Rasse an die Einsicht aller Gebildeten.“
Eine der einflussreichsten Persönlichkeiten der amerikanischen Ethnologie war Franz Boas. Er reiste 1883/84 ins Baffinland und entwickelte Konzepte der teilnehmenden Beobachtung, und der stationären Feldforschung, wie sie etwa Heinrich Klutschak, Als Eskimo unter Eskimos, bei den Inuit einsetzte. Diese Beobachtungstechnik entwickelte zur gleichen Zeit Frank Hamilton Cushing bei den Zuñi. An der Nordwestküste sammelten indigene Mittelsmänner Texte in eigener Sprache als Primärquellen ihrer Kultur.
Es entwickelte sich die Vier-Felder-Anthropology, in der Ethnologie, Prähistorie, Linguistik und physische Anthropologe als eine einheitliche Wissenschaft vom Menschen gesehen wurde.

## Entwicklung der Institutionen

### Wissenschaftliche Gesellschaften
1839 entstand in Paris die Société d’Ethnologie als Vorbild vieler wissenschaftlicher Gesellschaften. Ethnologie war anfangs ein Zweig der Geschichtsforschung, der bei den „Ursprünglichen“ (Primitiven) oder „Naturvölkern“ den Naturzustand und die folgenden Entwicklungsstufen erforschen wollte. Die Vorstellung einer Evolution vom Primitiven zum Höheren dominierte. Religionsgeschichtlich stieg diese Reihe etwa vom Atheismus über den Fetischismus und Schamanismus zum Monotheismus auf.
1842 gründeten Albert Gallatin und John Russell Bartlett die American Ethnological Society (AES). Von den zahlreichen Mitgliedern, unter ihnen Ärzte, Politiker, Anwälte, Kleriker, waren nur wenige Feldforscher. Die frühen Debatten kreisten um die Frage, ob die Forschungen vorwiegend der Missionierung dienen sollten, oder ob das Thema an sich eine Existenzberechtigung habe. Dieser Mangel an Feldforschung und ideologische Vereinnahmung führten nach zwanzig Jahren beinahe zur Auflösung der Gesellschaft.
1899 entstand die American Anthropological Association (AAA), die eher auf nationaler Ebene agierte. Sie übernahm den American Anthropologist.
Erst kurz vor der Jahrhundertwende, als sich die vier Felder der Forschung Archäologie, Linguistik, physical anthropology und sozio-kulturelle Anthropologie etabliert hatten, ließ die AES neue Strukturen zu und erholte sich von dem langen Niedergang. Die Professionalisierung zeigte sich zudem in einer stärkeren Anbindung an die Columbia University. 1916 passte sie ihre Organisation insofern an, als aus einer Mitgliedergesellschaft von Privatpersonen die American Ethnological Society, Inc. entstand. Damit konnte sie über den New Yorker Rahmen hinauswachsen. Zu den Mitgliedern zählten neben Franz Boas selbst zahlreiche seiner Schüler, wie Elsie Clews Parsons, Alexander Alexandrovich Goldenweiser, Robert Lowie, Ruth Benedict, Ella C. Deloria, Ruth Bunzel und Clark Wissler. Bald wurden Mitglieder der AES automatisch auch Mitglieder der American Anthropological Association. Die Publikationstätigkeit leitete wiederum Franz Boas, erste Monographien erschienen ab 1940.
Seit 1972 erscheint der American Ethnologist, wobei man versuchte, sich schon im Titel vom Vier-Felder-Schwerpunkt der Anthropologie abzusetzen. Seit den Achtzigerjahren ist die AES in die AAA inkorporiert. 1879 entstand durch John Wesley Powell das Bureau of (American) Ethnology an der Smithsonian Institution. 1883 kam es zur Gründung der Anthropological Society of Washington, die ab 1889 American Anthropologist hieß. Getrennt davon entstand 1885 eine eigene Women’s Anthropological Society of Washington.
Ab 1875 fand alle zwei Jahre ein Internationaler Amerikanistenkongress statt (seit 1976 alle drei Jahre), doch liegt sein Schwerpunkt auf Lateinamerika.
Doch nicht nur in Amerika entstanden Forschungsgesellschaften, sondern auch in Europa, wie 1889 die Société des Américanistes de Paris.
Lange dominierte eine ahistorische und zudem an der Gegenwart wenig interessierte Völkerkunde, die vergangene Zustände sogar häufig im historischen Präsens beschrieb. Dagegen richteten sich ethnohistorische Gesellschaften, wie die 1954 gegründete American Society for Ethnohistory.
Entsprechend den wissenschaftlichen Strömungen der 1970er Jahre entstand 1980 der stärker interdisziplinär ausgerichtete American Indian Workshop, dessen Schwerpunkt Nordamerika war.

### Museen
Auch die Museen waren bis Anfang des 20. Jahrhunderts ausgesprochene Zentren der Forschung. Sie waren allerdings stärker mit den Naturwissenschaften verbunden. Richtungweisend waren hier das U.S. National Museum of Natural History in Washington, das von der Smithsonian Institution geführt wird, das American Museum of Natural History. Franz Boas leitete die Jesup North Pacific Expedition von 1897 bis 1902 und untersuchte dabei die kulturellen Beziehungen zwischen dem nordwestlichen Nordamerika und Nordasien.

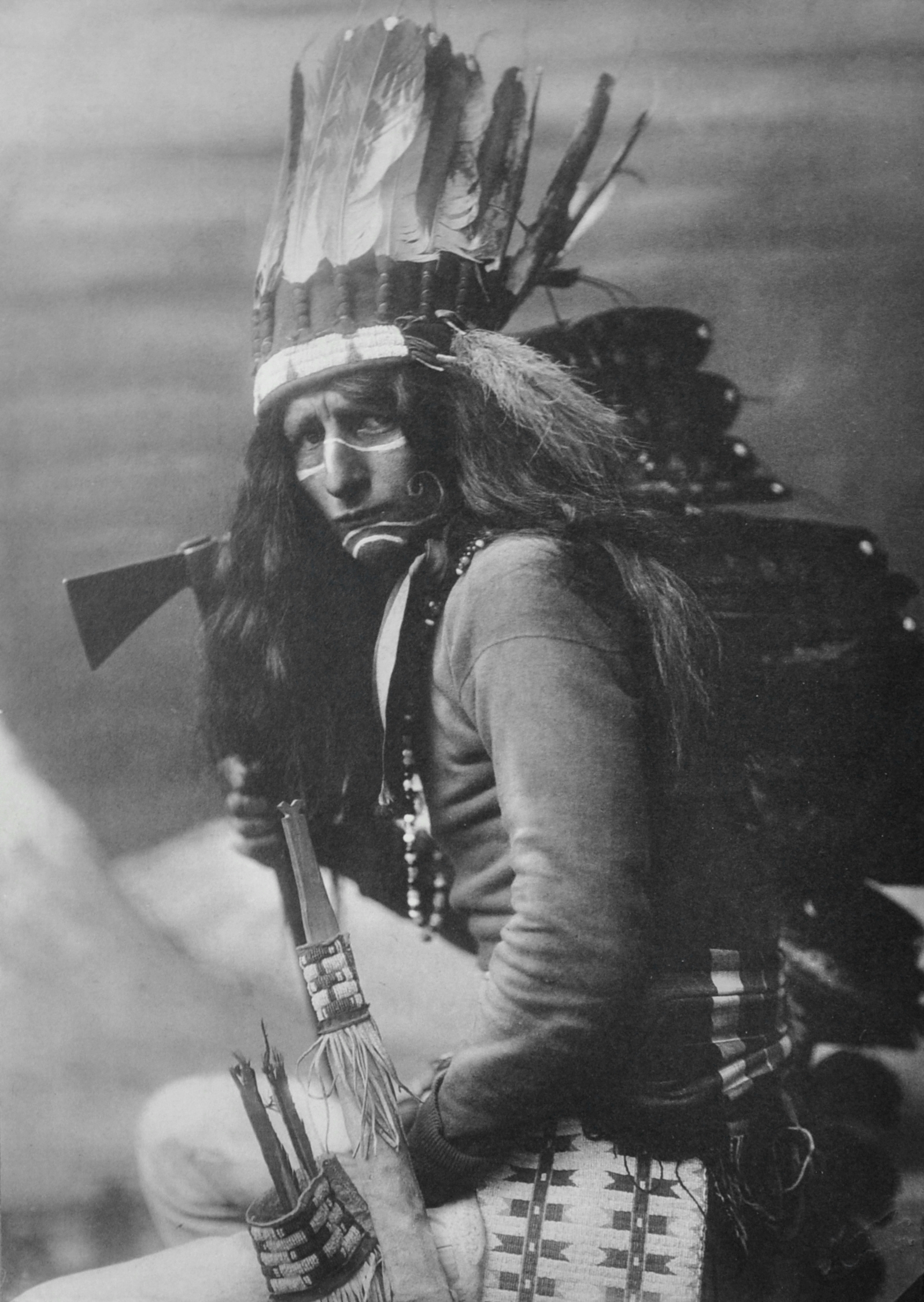
Der Fabrikant Guntram Hämmerle (1862–1923) in einem „indianischen“ Kostüm, das er 1893 auf der Weltausstellung in Chicago vermutlich von dem berühmten Indianerscout Curly erworben hatte

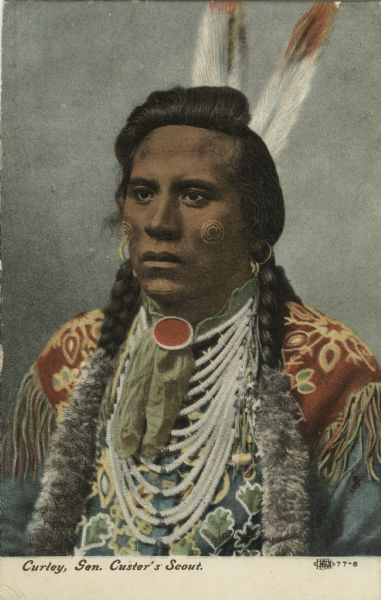
Bildnis des Absarokee – damals Crow genannt – Curley (um 1856–1923)

Eines der ältesten Museen ist jedoch das 1866 gegründete Peabody Museum an der Harvard University in Cambridge. Sein Direktor Frederic Ward Putnam erhielt 1890 den Auftrag, eine anthropologische Abteilung für die Weltausstellung von 1893 vorzubereiten, die in Chicago stattfinden sollte. Putnam wollte explizit damit die Forschung vorantreiben. Er engagierte Franz Boas und George Amos Dorsey für die Sichtung und Sammlung. Die von rund 100 Mitarbeitern beschafften 50.000 Exponate bildeten die Grundlage für die Ausstellung, die den Titel Anthropology: Man and His Work. (Anthropologie: Der Mensch und seine Arbeit) erhielt. Schon 1891 schlug Putnam für die Zeit nach der Ausstellung die Einrichtung eines Museums vor.
Das Field Museum war zunächst ein naturhistorisches Museum, das aus der anlässlich der Weltausstellung von 1893 zusammengeführten Sammlung von Exponaten hervorging. Zunächst hatte es als Columbian Museum of Chicago einen sehr breiten, auch künstlerischen Sammlungsauftrag, doch mit der Umbenennung 1905 – der erste Präsident Edward E. Ayer hatte den Namensgeber Marshall Field zu einer großen Stiftung überredet – konzentrierte es sich auf Naturwissenschaften und Völkerkunde. Ayer selbst steuerte eine eher naturwissenschaftliche, insbesondere ornithologische Bibliothek bei. Es ist bis heute eine der großen Forschungseinrichtungen zur Kulturgeschichte.

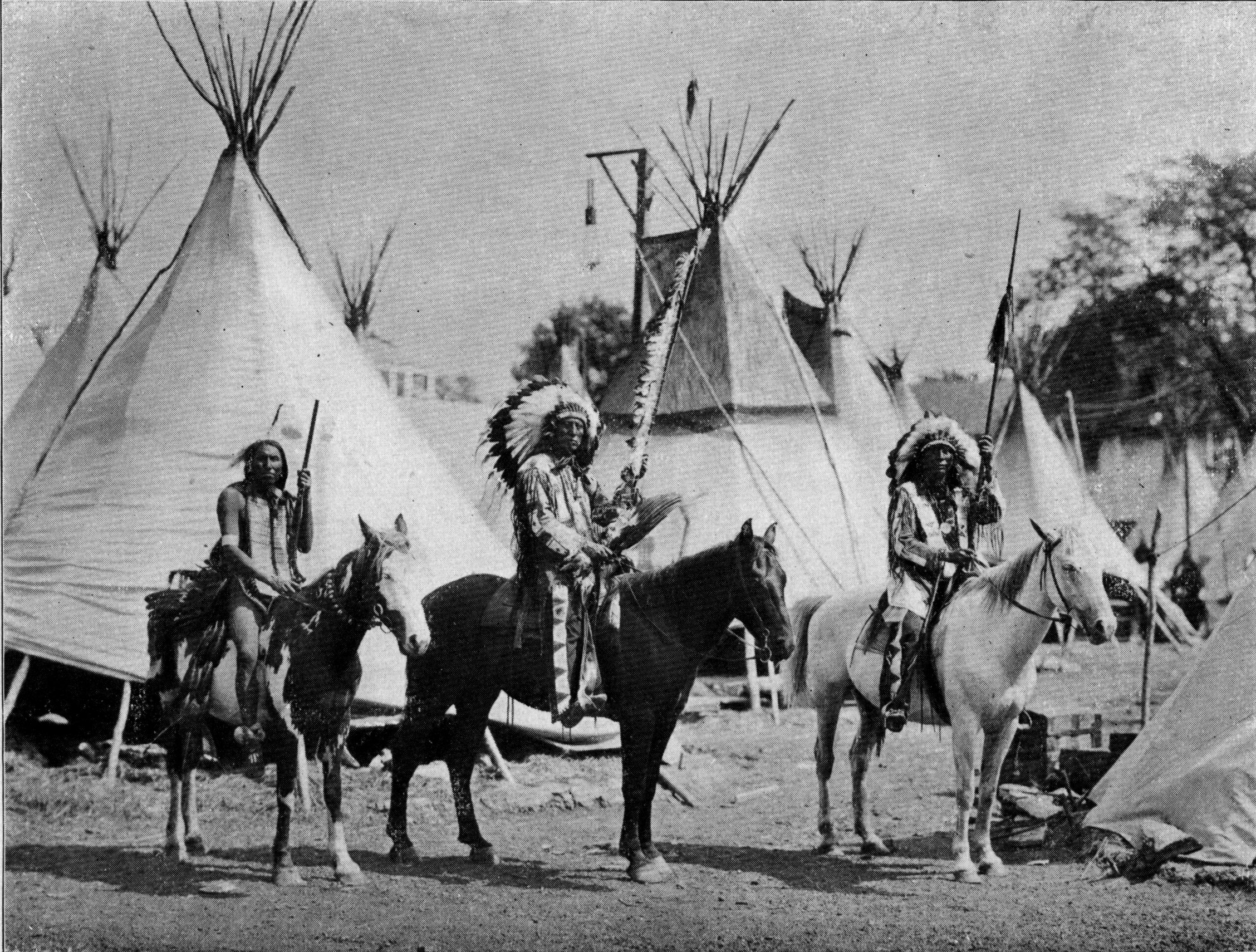
Foto von der Panamerikanischen Ausstellung in Buffalo, 1901

Ab etwa 1920 ging die ethnologische Sammel- und Forschungstätigkeit der Museen zurück.
Das National Museum of the American Indian in New York, das aus der Sammlung George Heye entstanden ist, ist seit 1989 Teil der Smithsonian Institution. 2004 entstand daraus das größte Museum für indianische Kultur, mit rund 800.000 Exponaten und 125.000 Fotos.

### Universitäten
Die Columbia University war mit dem Namen Franz Boas, der bis zu seinem Tod dominierte, verbunden. Auch seine Schüler beherrschten zunächst den Lehrbetrieb. Doch neue Linien und Richtungen wurden entwickelt. Julian Steward richtete sein Augenmerk auf die Kulturökologie und verfolgte eine multilineare Evolution.
An der University of California, Berkeley, übten die Wissenschaftler Alfred Kroeber und Robert Lowie Einfluss aus, an der University of Chicago war es Fred Eggan (1906–1991), der eher dem britischen Funktionalismus und dem historischen Partikularismus (siehe auch: Kulturrelativismus) verpflichtet war.
Die University of Michigan (Ann Arbor) geriet hingegen durch Leslie White in Misskredit. Dabei waren weniger seine anti-rassistischen und anti-evolutionären Thesen ausschlaggebend, sondern seine Mitgliedschaft in der Socialist Labor Party of America. Zudem stand er im Gegensatz zu Franz Boas. Der historische Prozess war jedoch nicht Gegenstand des Gegensatzes: Leslie White versuchte mittels der diachronen Vorgehensweise von Alfred Radcliffe-Brown und Bronisław Malinowski viel stärker die formale Struktur einer Gesellschaft und die funktionalen Beziehungen seiner Elemente darzulegen.

## Entwicklung der Schulen
Das ausgeprägt rückblickende Interesse der frühen amerikanischen Ethnologie, damit an Schriftquellen sowie der Gedächtnisethnographie, führte bei vielen Forschern zu einem Gebrauch des „Ethnographischen Präsens“ analog zum historischen. Es entstand geradezu ein Glaube an die Unveränderbarkeit traditioneller Kulturen. Ihre Zielrichtung erwies sich zunehmend als unproduktiv. Die Parallelisten glaubten an überall gleiche Entwicklungsanlagen, die sich in den Kulturen auf unterschiedlichen Entwicklungsstufen darstellten; die Diffusionisten hingegen an historische Verbreitung und Übernahme der Kulturelemente.
Doch in den 1930er Jahren setzte eine Auseinandersetzung mit der Akkulturation und den Prozessen des Kulturkontakts ein, die sich etwa für die Regelhaftigkeit historischer Prozesse interessierte. Diese Thematiken mündeten in die Frage, ob diese Prozesse des Kulturkontakts überhaupt jemals abgeschlossen worden seien.
Bronislaw Malinowski (Argonauts of the Western Pacific) betonte, ein kulturelles Phänomen sei erst richtig zu verstehen, wenn seine Auswirkung auf die anderen Erscheinungen innerhalb der beforschten Kultur berücksichtigt werde. Diese Wechselwirkungen, die auf zugrunde liegenden, funktionellen Strukturen beruhen, verhalten sich wie Teilchen eines magnetischen Feldes (deshalb „Feldforschung“).
Die Vertreter des Strukturalismus (Claude Lévi-Strauss: Les structures élémentaires de la parenté, 1949) suchten unter der sichtbaren Oberfläche solcher Strukturen verborgene Strukturen. Manche hofften, alle kulturellen Erscheinungsformen auf mathematisierbare Regeln zurückführen zu können. Ihr Schwerpunkt lag auf den Mythen und Verwandtschaftssystemen.
Gegen Ende des 20. Jahrhunderts rückte die Verantwortung der Völkerkunde selbst stärker in den Mittelpunkt, z. B., inwiefern sie zum Sprachrohr einer Ethnie werden kann, oder zum Befürworter des Erhalts ethnischer Vielfalt, und damit einer Grundlage für wechselseitige kulturelle Anregung.

## Kritik der Beforschten
Als 1946 die Indian Claims Commission mit ihren Forderungen an die Öffentlichkeit trat, und die Indianer als handelnde Subjekte der Geschichte wieder ins Bewusstsein traten, reagierte die Wissenschaft auf äußere Impulse. Sie entwickelte, nun dominierend, neue Konzepte der Ethnohistory.
Lange waren Konzepte indigener Ethnologie und Geschichtsschreibung, wie sie spätestens Ende des 19. Jahrhunderts entwickelt worden waren, weitgehend ignoriert worden. Der Osage Francis La Flesche (1857–1932), John Napoleon Brinton Hewitt (1859–1937) als Tuscarora, der Seneca Arthur C. Parker (1881–1955), aber auch Ella Cara Deloria (Nakota), Edward Dozier (1916–1971) (Santa Clara Pueblo) oder Alfonso Ortiz (1939–1997) (San Juan Pueblo) sind hier zu nennen.
Trotz eigener Forschungen begriffen die Indianer die Wissenschaften zunehmend als kolonisatorische Techniken der Assimilation. Skepsis machte sich unter ihnen breit, dennoch entstanden Werke aus der Perspektive der jeweiligen ethnischen Gruppe, wie Vine Deloria junior: Custer Died for Your Sins (1969). Zunehmend verlangten die Beforschten eine bessere Kontrolle der Forschungsergebnisse und fragten nach dem Nutzen für sie. Zugleich wurde immer deutlicher, dass ohne die Deutung der Indigenen selbst große Teile der Kultur unverständlich blieben.
Dazu kamen seit den 1980er-Jahren Rückforderungen der sakralen und anderer Gegenstände und vor allem der menschlichen Überreste. Diese mündeten in den Native American Graves Protection and Repatriation Act (NAGPRA), der einen Rechtsanspruch auf Rückgabe schuf. So wurde etwa die als Buhl Woman bekannte Tote nach abgeschlossener Untersuchung feierlich beigesetzt.
Indianische Forschungsprogramme lehnen inzwischen häufig das euroamerikanische Wissenschaftsmodell ab. Diese Tradition der Wissenschaft und die darin verwurzelte Beschäftigung mit den indigenen Kulturen wird selbst als Teil der prozesshaften interethnischen Beziehungen betrachtet. Damit wird sie selbst zum Gegenstand der Forschung und darüber hinaus Mittelpunkt eines Diskurses über kulturell unterschiedliche Formen und Funktionen des Wissens.

### Ältere Literatur
- Georg Kohler: Die künstliche Deformation des Schädels. Diss. Erlangen 1901 (online)

### Forschungsgeschichte
- Christian F. Feest, Karl-Heinz Kohl (Hrsg.): Hauptwerke der Ethnologie (= Kröners Taschenausgabe. Band 380). Kröner, Stuttgart 2001, ISBN 3-520-38001-3.
- Karl-Heinz Kohl: Abwehr und Verlangen. Zur Geschichte der Ethnologie. Frankfurt 1987.
- Werner Petermann: Die Geschichte der Ethnologie. Wuppertal 2004.
- Harvey Russell Bernard: Handbook of Methods in Cultural Anthropology. 3. Aufl. AltaMira Press, 1998.
- Christian W. McMillen: Making Indian Law. The Hualapai Land Case and the Birth of Ethnohistory. Yale University Press, New Haven, Connecticut 2007.